# Чарівна фея і радіоп'єси
«Чарівна фея і радіоп'єси» (англ. The Fairylogue and Radio-Plays) — постановка Отіса Тернера і Френсіса Богса. Складалася з театральної частини, демонстрації слайдів чарівного ліхтаря та німого кінофільму. У постановці зіграв сам Френк Баум. Прем'єра відбулася в Гранд-Рапідс (Мічіган, США) 24 вересня 1908 року, а 16 грудня покази закінчилися, але 31 грудня в Нью-Йорку шоу показали ще раз, про що написано в «Нью-Йорк Таймс». Фільм вважають втраченим.

## В ролях
| Актор         | Роль                                                 |
| ------------- | ---------------------------------------------------- |
| Френк Баум    | Чарівник країни Оз, який розповідає глядачам історію |
| Сем Джонс     | Чарівник Оз                                          |
| Френк Бернс   | Страшило / Гумовий Ведмідь                           |
| Джордж Вілсон | Залізний Дроворуб / Білий Кролик                     |
| Джозеф Шрід   | Лякливий Лев / Джон Дау                              |
| Ромола Ремус  | Дороті Ґейл                                          |

## Першоджерела
Шоу поставлено за казками Баума «Дивовижний чарівник країни Оз», «Дивовижна країна Оз», «Озма з країни Оз» та «Джон Дау і херувим». Декілька слайдів для чарівного ліхтаря являли собою анонс книги «Дороті та Чарівник у країні Оз», яка на момент початку гастрольного туру ще не надійшла у продаж.

## Майкл Радіоколор
Фільм розфарбовано в студії «Дюва Фрер» у Парижі за допомогою технології, відомої під назвою «радіоп'єса». Баум дав студії прізвисько «Майкл Радіо». Назва технології ніяк не пов'язана з радіовиставами, «радіо» тут використано як синонім слів «високі технології».
Слово «радіоп'єси» у назві фільму означає саме технологію розфарбовування. А «Чарівна фея» — неточний переклад слова Fairylogue, складеного з fairy (чарівний) і travelogue (дорожній нарис).

## Музика
Вистава включала оригінальну звукову доріжку авторства Натаніеля Д. Манна, який 1902 року брав участь у написанні мюзиклу «Чарівник країни Оз». Ця звукова доріжка є найранішою задокументованою музикою до фільму (наступна — звукова доріжка К. Сен-Санса до фільму «Вбивство герцога Гіза», що вийшов за 4 місяці після «Чарівної феї та радіоп'єс»).